# District de Panyu
Le district de Panyu (番禺区 ; pinyin : Pānyú Qū), se trouve dans le sud de la ville sous-provinciale de Canton. Avant cela, Panyu était une ville indépendante.
Une des villes les plus anciennes de Chine, Panyu est l'ancienne capitale du royaume de Nanyue.

## Démographie
La population du district était de 2 658 397 habitants au recensement de 2020.

## Jumelages
Coopérations
- Aveiro (Portugal)

## Galerie

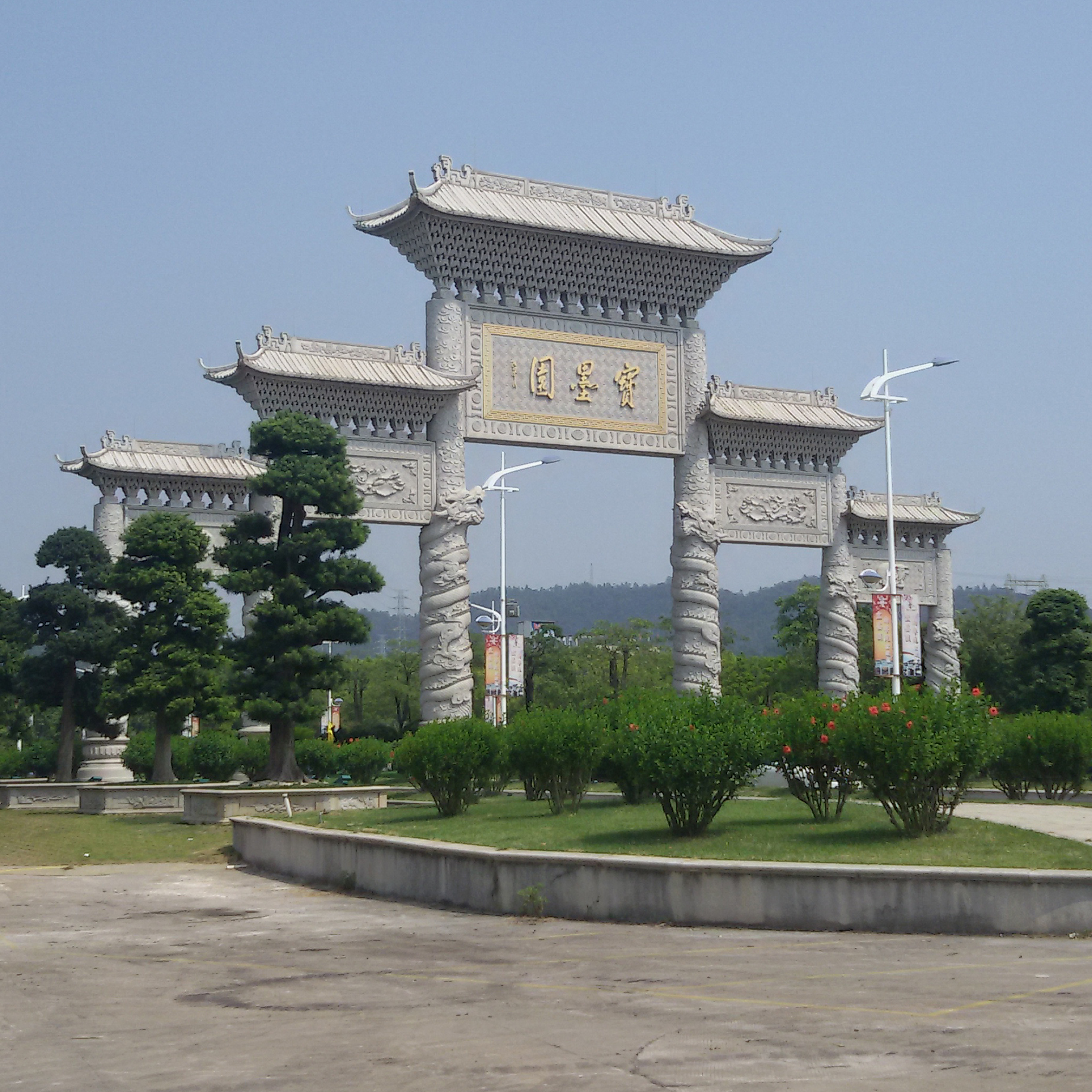
Jardin Baomo.
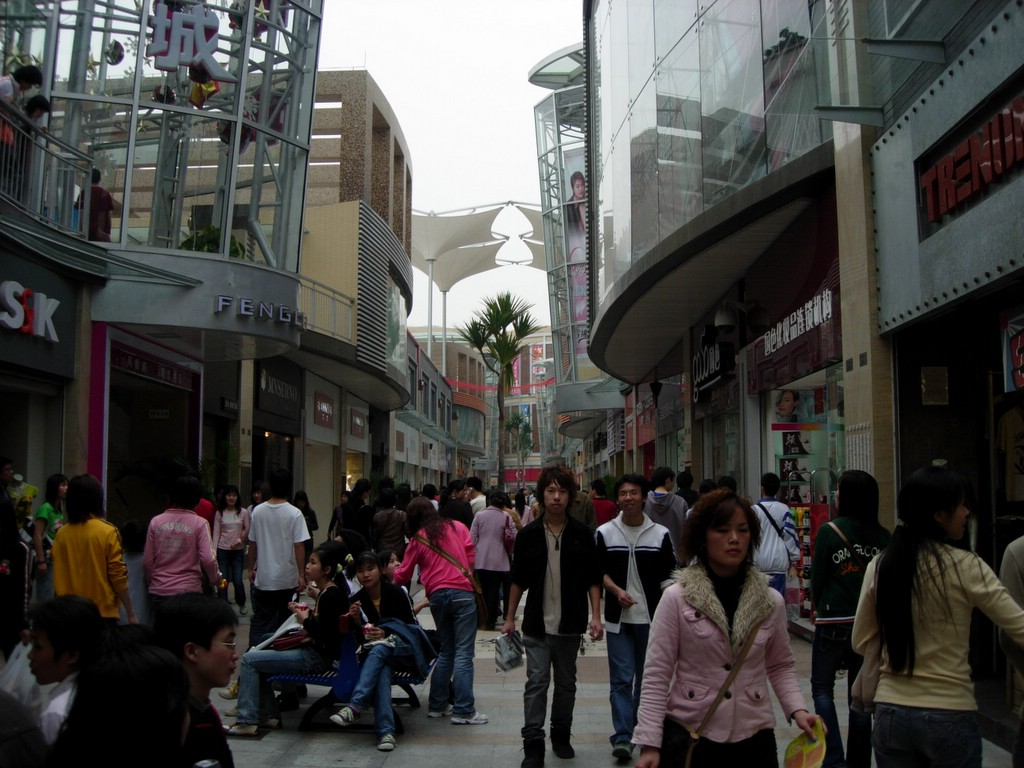
Rue piétonne.
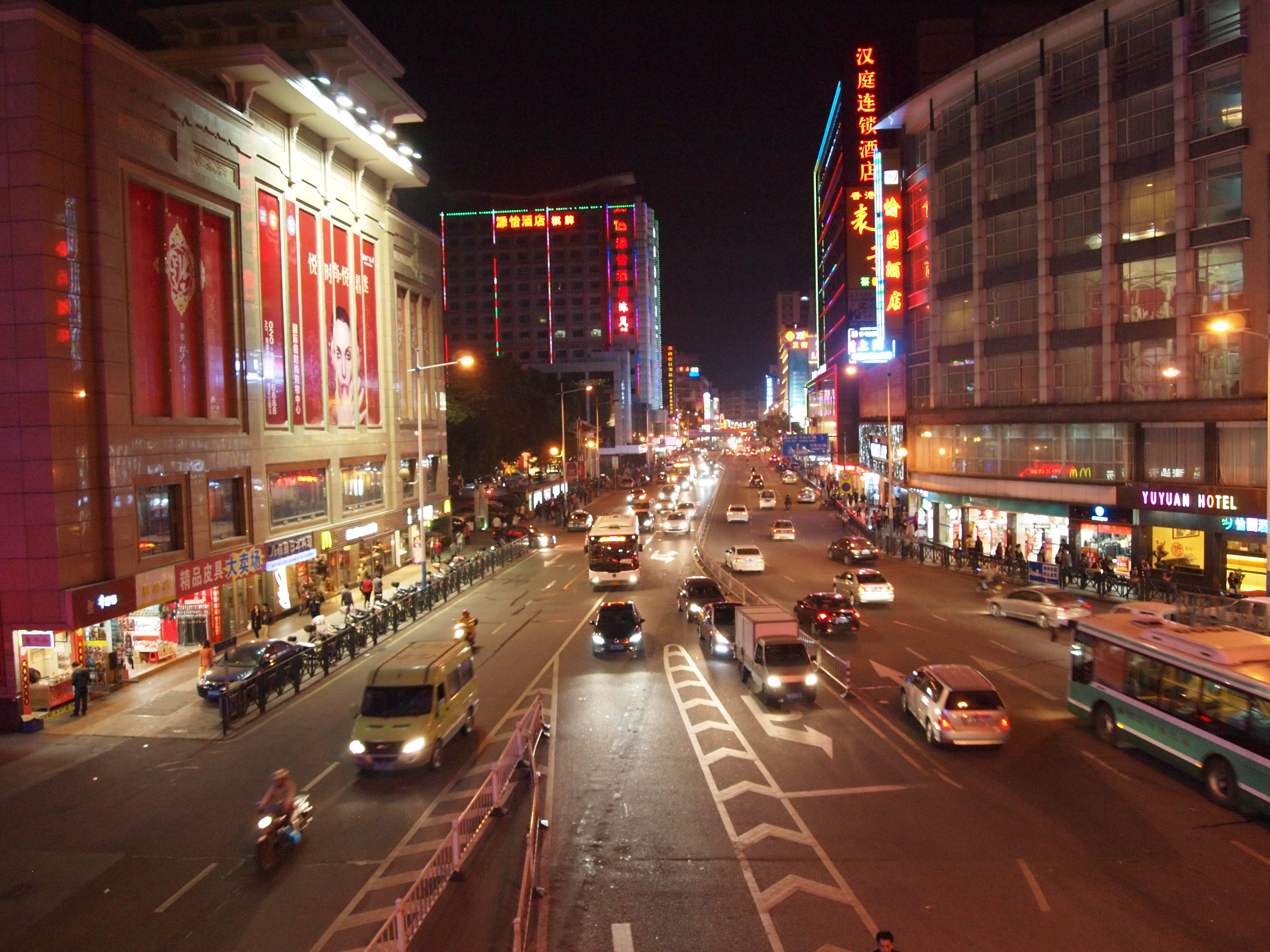
Sous-district de Shiqiao.
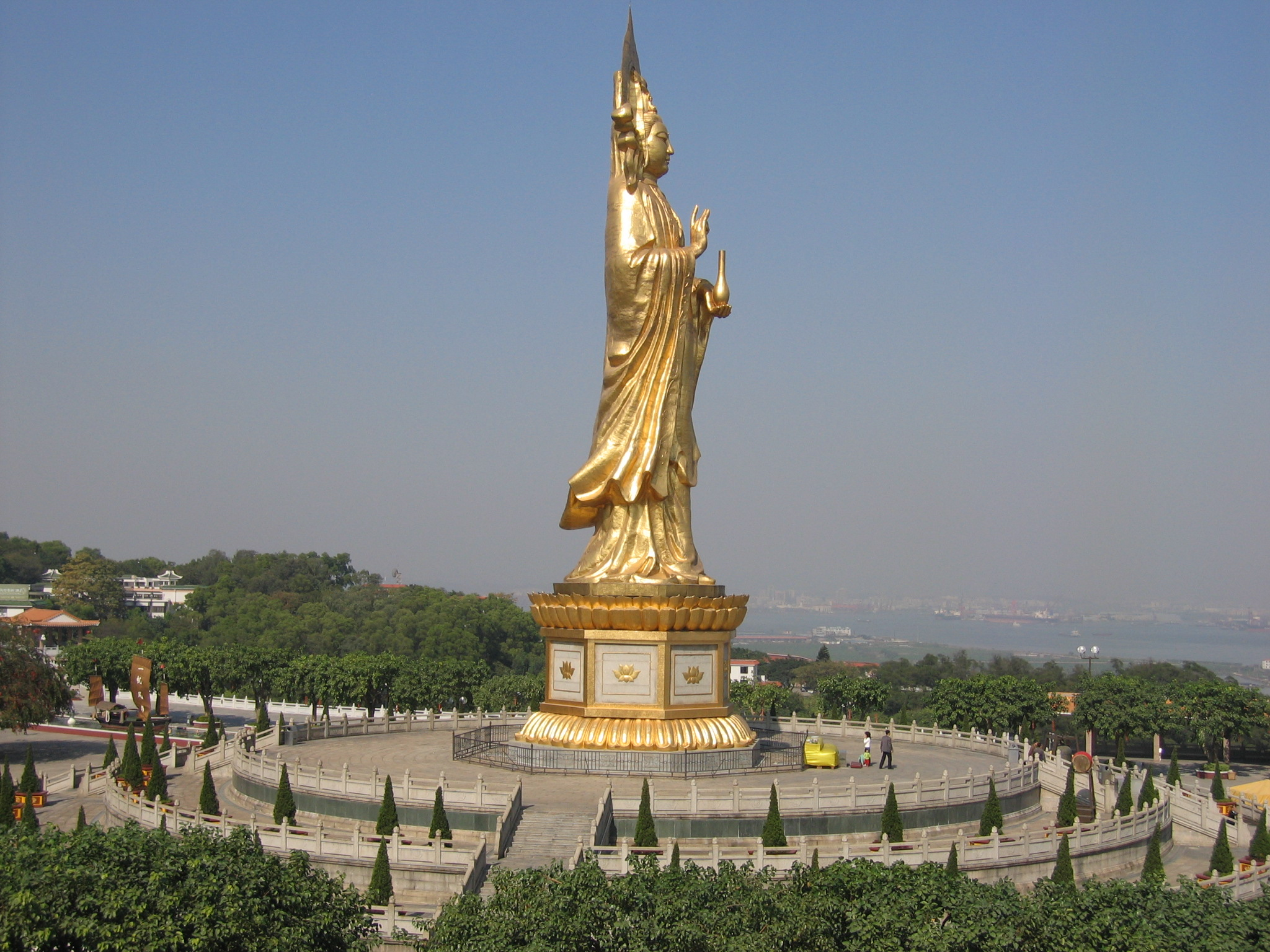
Statue de Guanyin sur la colline du Lotus (Lianhuanshan).